# Lambton (Québec)
Lambton est une municipalité du Québec située dans la MRC du Granit en Estrie.

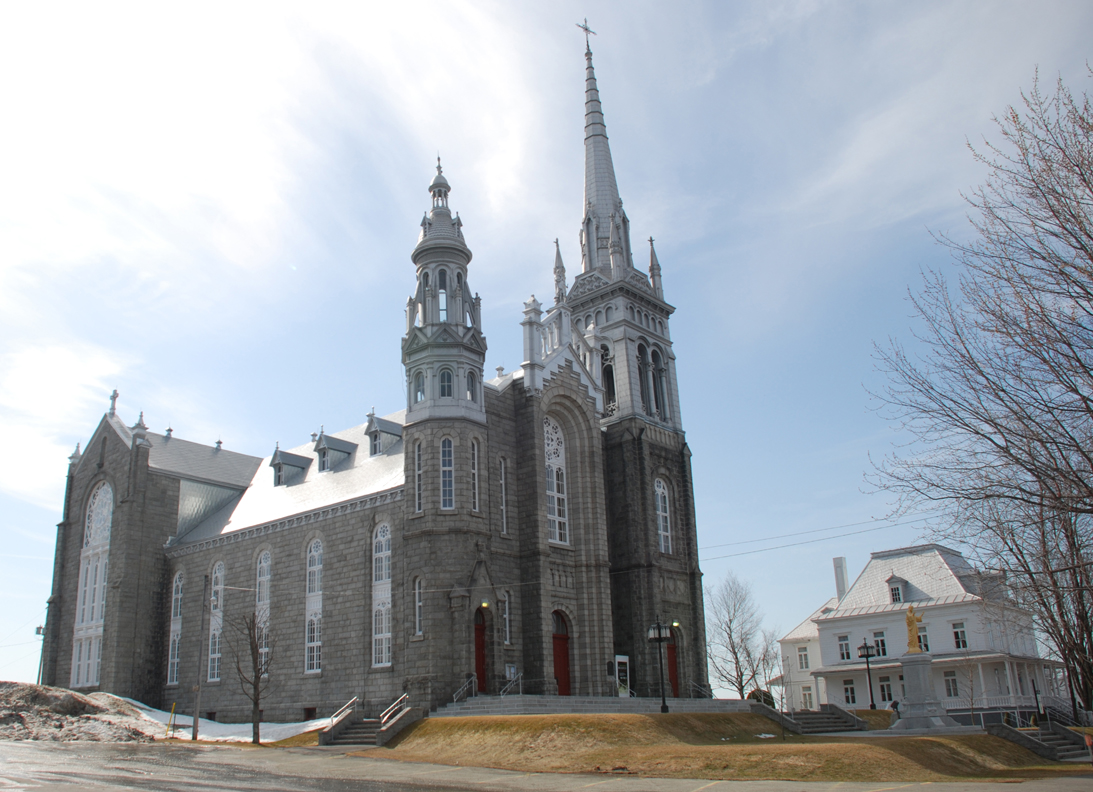
L'église Église Saint-Vital.

## Toponymie
Elle est nommée en l'honneur de John George Lambton (Lord Durham), homme politique et administrateur colonial britannique.

## Histoire

### Chronologie
- 22 avril 1847 : Érection de la municipalité de Lambton.
- 1er septembre 1847 : Fusion de plusieurs entités municipales dont Lambton et érection du comté de Mégantic.
- 1er juillet 1855 : Érection du township de Lambton.
- 29 janvier 1913 : Érection du village de Lambton.
- 15 mars 1969 : Le township de Lambton devient le canton de Lambton.
- 23 décembre 1976 : Fusion du canton de Lambton avec le village de Lambton et création de la municipalité de Lambton.

« En 1845, une municipalité du canton de Lambton voyait le jour alors qu'une mission catholique, future paroisse de Saint-Vital-de-Lambton, avait déjà inauguré ses registres l'année précédente, L'Église Saint-Vital de Lambton actuelle fut construite entre 1905 et 1907. Le village de Lambton, situé sur la rive orientale du Grand lac Saint-François, fut d'abord constitué en municipalité en 1913, puis, avec ce qui subsistait de l'ancienne municipalité de canton, une nouvelle municipalité conservant le nom de Lambton fut instituée en 1976 ».

## Géographie
Lambton est à la croisée de la route 108 et de la route 263. Située sur la Longitude ouest 71° 05' 00" et sur la Latitude nord 45° 50' 00".

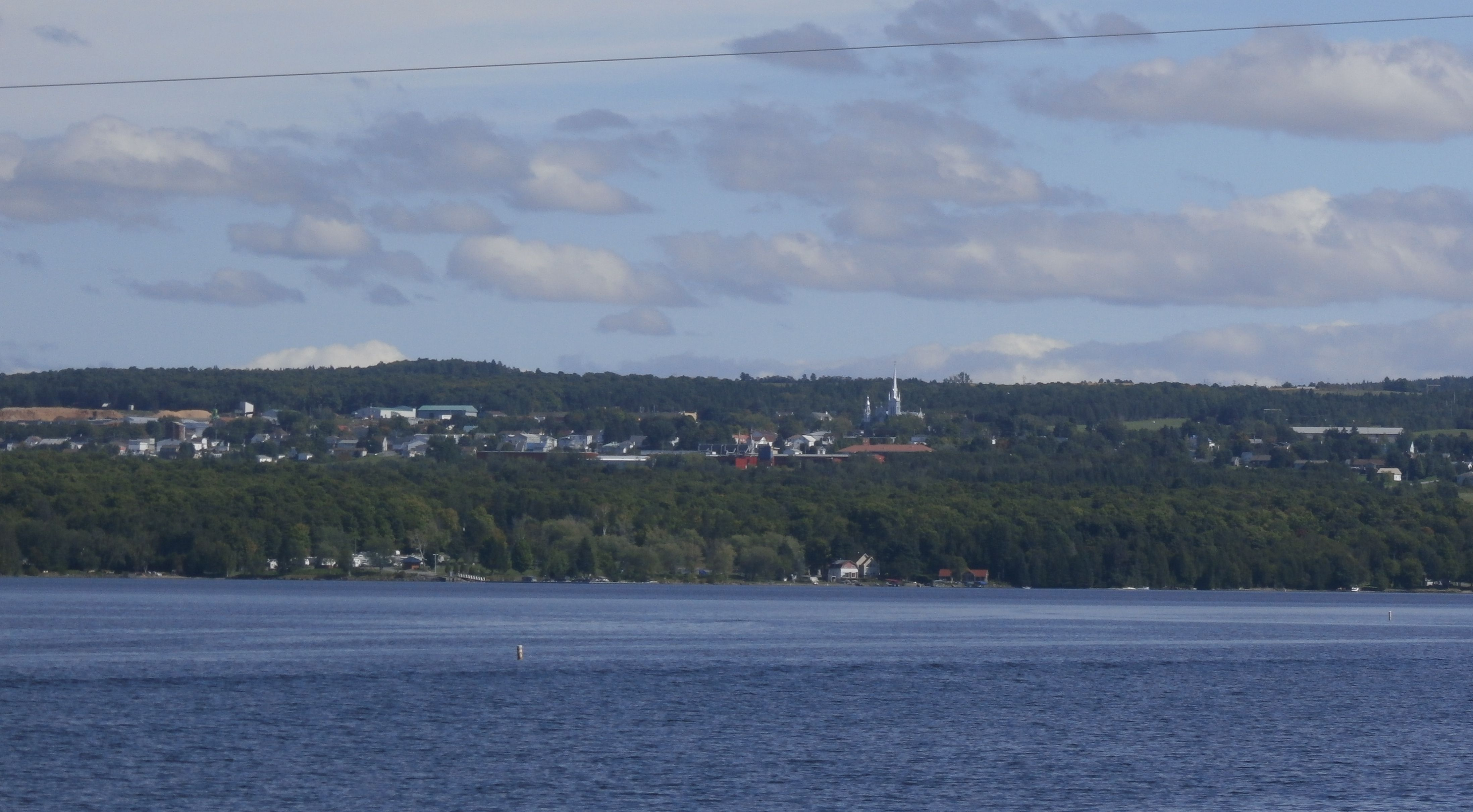
Lambton vu de la rive ouest du Grand lac Saint-François.

## Démographie
| 1996  | 2001  | 2006  | 2011  | 2016  | 2021  |
| ----- | ----- | ----- | ----- | ----- | ----- |
| 1 517 | 1 525 | 1 623 | 1 584 | 1 617 | 1 630 |

## Administration
Les élections municipales se font en bloc pour le maire et les six conseillers.
| Lambton Maires depuis 2005                                                                                           |                   |                                    |          |
| Élection | Maire             | Qualité                            | Résultat |
| 2005 | Raymonde Lapointe |                                    | Voir     |
| 2009 | Ghislain Bolduc   | Député libéral de Mégantic en 2012 | Voir     |
| 2012 | Normand St-Pierre | Pro-maire                          | Voir     |
| 2012 | Ghislain Breton   |                                    | Voir     |
| 2013 | Ghislain Breton   | Voir                               |          |
| 2017 | Ghislain Breton   | Voir                               |          |
| 2021 | Ghislain Breton   | Voir                               |          |
| Élection partielle en italique Depuis 2005, les élections sont simultanées dans toutes les municipalités québécoises |                   |                                    |          |

De 2009 à 2012, Ghislain Bolduc a exercé la fonction de maire. Élu député de Mégantic, le 4 septembre 2012, il démissionne de son poste de maire le 10 septembre. Les citoyens de Lambton sont appelés à élire un nouveau maire, tout en étant représentés entretemps par le maire suppléant Normand St-Pierre. À l'automne 2012, Ghislain Breton est élu maire de Lambton, puis est réélu aux élections municipales de 2012, de 2017 et de 2021.

## Attraits
- Église et presbytère
- Parc national de Frontenac
- Parc municipal en bordure du grand lac St-François

## Personnalités
- Gérald Fillion journaliste spécialisé en économie.
- Fabien Bélanger (1936-1983), homme politique, y est enterré.